# سنت بونیفاس
بونیفاس OSB (زاده وینفرث؛ ح. ۶۷۵ – ۵ ژوئن ۷۵۴) یک راهب انگلیسی بندیکتین و چهره پیشرو در مأموریت آنگلوساکسون در بخش‌های آلمانی فرانسیا در طول قرن هشتم بود. او پایه‌های مهم کلیسا را در آلمان سازماندهی کرد و توسط پاپ گریگوری سوم اسقف ماینز شد. او در سال ۷۵۴ در فریزیا به همراه ۵۲ نفر دیگر به شهادت رسید و بقایای او به فولدا بازگردانده شد و در گور سنگیای که همچنان محل زیارت مسیحیان است آرام می‌گیرند.
زندگی و مرگ بونیفاس و همچنین کار او به‌طور گسترده‌ای شناخته شد، زیرا مواد زیادی در دسترس بود - تعدادی vitae، به خصوص Vita Bonifatii auctore Willibaldi تقریباً معاصر، اسناد حقوقی، احتمالاً برخی خطبه‌ها، و بالاتر از همه مکاتبات او. او به عنوان یک قدیس در کلیسای مسیحی مورد احترام قرار می‌گیرد و قدیس حامی آلمانیا، معروف به «رسول آلمانی‌ها» شد.
نورمن کانتور به سه نقشی که بونیفاس ایفا کرد، اشاره می‌کند که او را به «یکی از آفرینندگان واقعاً برجسته اروپای اول تبدیل کرد، به عنوان رسول آلمانیا، اصلاح کننده کلیسای فرانک، و مشوق اصلی اتحاد بین پاپ و خانواده کارولینژیان.» از طریق تلاش‌های خود برای سازماندهی مجدد و تنظیم کلیسای فرانک‌ها، او به شکل‌گیری کلیسای لاتین در اروپا کمک کرد، و بسیاری از اسقف‌های پیشنهادی او امروز باقی مانده‌اند. پس از شهادت، به سرعت در فولدا و سایر مناطق آلمان و انگلستان به عنوان قدیس مورد استقبال قرار گرفت. امروزه نیز کاتولیک‌ها در آلمان و سراسر دیاسپورای آلمانی او را به شدت مورد احترام قرار می‌دهند. بونیفاس به عنوان یک مبلغ مذهبی تجلیل می‌شود. او را متحد کننده اروپا می‌دانند و کاتولیک‌های رومی آلمان او را یک شخصیت ملی می‌دانند.
در سال ۲۰۱۹ شورای شهرستان دوون، با حمایت اسقف انگلیکن اکستر، اسقف کاتولیک رومی پلیموث، و رهبران محلی دوون کلیساهای ارتدکس، متدیست و جماعت، سنت بونیفاس را رسماً به عنوان قدیس حامی دوون به رسمیت شناخت.

### کتابشناسی - فهرست کتب
- Aaij, Michel (June 2005). "Continental Business: Boniface biographies". The Heroic Age. 8. Retrieved 20 May 2010.
- "Devon Myths and Legends". BBC. 18 December 2007. Retrieved 14 December 2010.
- Flechner, Roy (2013). "St Boniface as historian: a continental perspective on the organization of the early Anglo-Saxon church". Anglo-Saxon England. 41: 41–62. doi:10.1017/S0263675112000063. ISSN 0263-6751.
- Hartl, Iris (26 March 2009). "Bestätigt: Bonifatius kommt wieder". Fuldaer Zeitung.
- "St. Boniface", entry from online version of the Catholic Encyclopedia, 1913 edition.
- Talbot, C. H. , ed. The Anglo-Saxon Missionaries in Germany: Being the Lives of S.S. Willibrord, Boniface, Strum, Leoba and Lebuin, together with the Hodoeporicon of St. Willibald and a Selection from the Correspondence of St. Boniface. New York: Sheed and Ward, 1954.
- The Bonifacian vita was republished in Noble, Thomas F. X. and Thomas Head, eds. Soldiers of Christ: Saints and Saints' Lives in Late Antiquity and the Early Middle Ages. University Park: Pennsylvania State UP, 1995. 109–40.
- Tangl, Michael (1903). "Zum Todesjahr des hl. Bonifatius". Zeitschrift des Vereins für Hessische Geschichte und Landeskunde. 37: 223–50.
- Wolf, Gunther G. (1999). "Die Peripetie in des Bonifatius Wirksamkeit und die Resignation Karlmanns d. Ä.". Archiv für Diplomatik. 45: 1–5.